# Podział administracyjny Fidżi

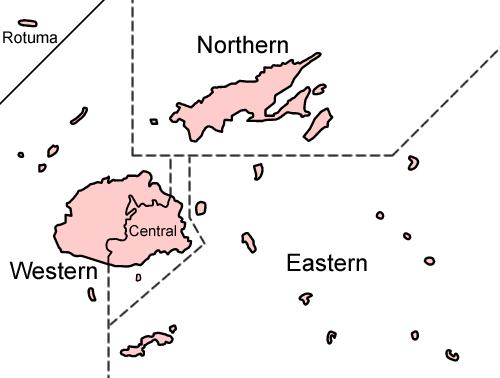
Dystrykty Fidżi

Fidżi jest podzielone na cztery dystrykty (divisions, stolice w nawiasach)
- Centralny (Suva)
- Północny (Labasa)
- Wschodni (Levuka)
- Zachodni (Lautoka)

Dodatkowo wyspa Rotuma leżąca na północ od głównego archipelagu ma pewien stopień wewnętrznej autonomii. 
Poza tym 4 dystrykty dzielą się na kolejne 14 mniejszych prowincji.
- Dystrykt Centralny:
  - Naitasiri
  - Namosi
  - Rewa
  - Serua
  - Tailevu
- Dystrykt Północny:
  - Macuata
  - Cakaudrove
  - Bua
- Dystrykt Wschodni:
  - Kadavu
  - Lau
  - Lomaiviti
  - Rotuma
- Dystrykt Zachodni:
  - Ba
  - Nadroga-Navosa
  - Ra